# Hemòlisi
Hemòlisi (del grec αἷμα (Aima, hemo-) que significa 'sang' i λύσις (Lusis, -lisi), que significa 'desintegració') és la ruptura de la membrana dels eritròcits (glòbuls vermells) i l'alliberament del seu contingut (amb l'hemoglobina) al líquid del voltant (per exemple, el plasma sanguini). L'hemòlisi pot ocórrer in vivo o in vitro (dins o fora del cos).

## In vivo (dins del cos)
- Bacteris
  - Streptococcus
  - Enterococcus
  - Staphylococcus aureus
- Hemòlisis parasitàries: Plasmodium
- Malalties hemolítiques:
  - Malaltia hemolítica del nadó
  - Anèmia hemolítica
  - Crisis hemolítiques: 
    - Deficiència de glucosa-6-fosfat-deshidrogenasa
    - Anèmia de cèl·lules falciformes

## In vitro (fora del cos)
Pot ser causada per

Hemòlisi produïda en un cultiu d'agar sang per un estreptococ beta hemolític, observi's que els estreptococs alfa i gamma no la produeixen

- Tècnica inadequada durant la recollida de mostres de sang.
- Efectes del tractament mecànic de la sang.
- Acció dels bacteris en cultius amb sang.